# Wieluń
Wieluń [ˈvjɛluɲ] (latinsko Velun) je mesto v Loškem vojvodstvu na Poljskem.
Trenutno ima mesto 26.000 prebivalcev (po oceni leta 2005). Mestna površina obsega 16,9 km².